# ローガン・ワトキンス
ビンセント・ローガン・ワトキンス（Vincent Logan Watkins, 1989年8月29日 - ）は、アメリカ合衆国・カンザス州ウィチタ出身の元プロ野球選手（二塁手）。右投左打。

## 経歴

### プロ入り前
ゴダード高等学校時代はデレク・ノリスとチームメイトだった。

### カブス時代

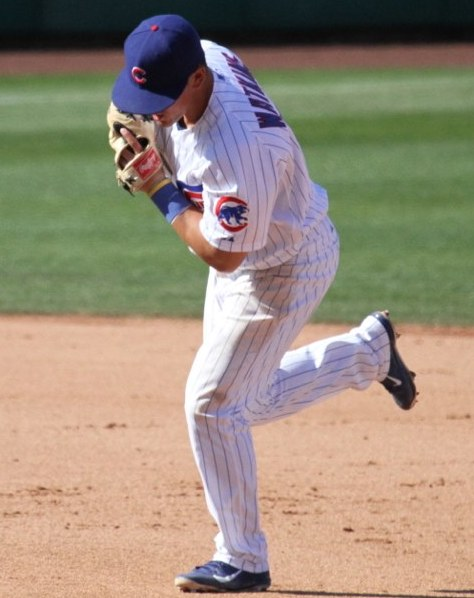
2013年3月10日

2008年のMLBドラフト21巡目（全体641位）でシカゴ・カブスから指名され、7月10日に契約。契約後、傘下のルーキー級アリゾナリーグ・カブスでプロデビュー。27試合に出場して打率.325・14打点・2盗塁の成績を残した。
2009年はA-級ボイシ・ホークスでプレーし、72試合に出場して打率.326・29打点・14盗塁の成績を残した。
2010年はA級ピオリア・チーフスでプレーし、118試合に出場して打率.261・1本塁打・30打点・19盗塁の成績を残した。
2011年はA+級デイトナ・カブスでプレーし、125試合に出場して打率.281・5本塁打・45打点・21盗塁の成績を残した。
2012年はAA級テネシー・スモーキーズでプレーし、133試合に出場して打率.281・9本塁打・52打点・28盗塁の成績を残した。オフの9月27日にはカブスの2012年度マイナーリーグ最優秀選手に選ばれた。11月20日にカブスとメジャー契約を結び、40人枠入りを果たした。
2013年シーズン前にカブスと1年契約に合意。3月11日にAAA級アイオワ・カブスへ異動し、そのまま開幕を迎えた。AAA級アイオワでは107試合に出場して打率.243・8本塁打・26打点・10盗塁の成績を残した。8月4日にルイス・バルブエナが故障で離脱したため、メジャーへ昇格。同日のロサンゼルス・ドジャース戦でメジャーデビュー。7番・二塁手で先発起用され、3打席目にスティーブン・ファイフからメジャー初安打となる左前打を放った。この日は4打数1安打1三振だった。その後は主に代打として起用された。この年は27試合に出場し、打率.211だった。
2014年3月3日にカブスと1年契約に合意。3月12日にAAA級アイオワへ異動した。8月21日にスターリン・カストロが忌引リスト入りしたため、メジャーへ昇格。4試合に出場したが、8月26日にカストロが復帰したため、AAA級アイオワへ降格。翌日の8月27日にメジャーへ再昇格した。この年は31試合に出場して打率.246・1本塁打・6打点・1盗塁の成績を残した。オフの12月19日に戦力外となった後、22日に40人枠を外れる形でAAA級アイオワへ配属された。
2015年は春季キャンプでアキレス腱を断裂したため全休した。
2016年はAAA級アイオワでプレーし、108試合に出場して打率.261・1本塁打・42打点・15盗塁の成績を残した。オフの11月7日にFAとなった。

### タイガース傘下時代
2016年12月23日にデトロイト・タイガースとマイナー契約を結んだ。2017年11月6日にFAとなった。

### 独立リーグ時代
2018年はアメリカン・アソシエーションのウィチタ・ウィングナッツでプレーした。

### メキシカンリーグ時代
2019年4月4日にメキシカンリーグのティファナ・ブルズと契約した。
2020年1月7日にタバスコ・キャトルメンにトレードされたが、新型コロナウイルスの感染拡大に伴いリーグが開催されなかった。

### 現役引退後
2021年からアメリカン・アソシエーションのクリーバーン・レイルローダーズの打撃コーチに就任したが、6月30日に監督のマイク・ジェフコートの辞任に伴い暫定監督に就任した。2022年からは正式に監督となり、2023年まで2シーズン務めた。
2024年からは同リーグのウィニペグ・ゴールドアイズで監督を務める。

## 詳細情報

### 年度別打撃成績
| 年 度     | 球 団     | 試 合 | 打 席 | 打 数 | 得 点 | 安 打 | 二 塁 打 | 三 塁 打 | 本 塁 打 | 塁 打 | 打 点 | 盗 塁 | 盗 塁 死 | 犠 打 | 犠 飛 | 四 球 | 敬 遠 | 死 球 | 三 振 | 併 殺 打 | 打 率 | 出 塁 率 | 長 打 率 | O P S |
| --------- | --------- | ----- | ----- | ----- | ----- | ----- | -------- | -------- | -------- | ----- | ----- | ----- | -------- | ----- | ----- | ----- | ----- | ----- | ----- | -------- | ----- | -------- | -------- | ----- |
| 2013      | CHC       | 27    | 42    | 38    | 2     | 8     | 1        | 0        | 0        | 9     | 0     | 0     | 0        | 1     | 0     | 3     | 0     | 0     | 14    | 0        | .211  | .268     | .237     | .505  |
| 2014      | CHC       | 31    | 68    | 65    | 10    | 16    | 3        | 0        | 1        | 22    | 6     | 1     | 0        | 1     | 0     | 1     | 1     | 1     | 16    | 0        | .246  | .269     | .338     | .607  |
| 通算：2年 | 通算：2年 | 58    | 110   | 103   | 12    | 24    | 4        | 0        | 1        | 31    | 6     | 1     | 0        | 2     | 0     | 4     | 1     | 1     | 30    | 0        | .233  | .269     | .301     | .569  |

### 年度別守備成績
| 年 度 | 球 団 | 二塁（2B） | 二塁（2B） | 二塁（2B） | 二塁（2B） | 二塁（2B） | 二塁（2B） | 右翼（RF） | 右翼（RF） | 右翼（RF） | 右翼（RF） | 右翼（RF） | 右翼（RF） |
| 年 度 | 球 団 | 試 合      | 刺 殺      | 補 殺      | 失 策      | 併 殺      | 守 備 率   | 試 合      | 刺 殺      | 補 殺      | 失 策      | 併 殺      | 守 備 率   |
| ----- | ----- | ---------- | ---------- | ---------- | ---------- | ---------- | ---------- | ---------- | ---------- | ---------- | ---------- | ---------- | ---------- |
| 2013  | CHC   | 9          | 2          | 11         | 1          | 1          | .929       | -          | -          | -          | -          | -          | -          |
| 2014  | CHC   | 16         | 30         | 29         | 6          | 9          | .908       | 2          | 4          | 0          | 0          | 0          | 1.000      |
| 通算  | 通算  | 25         | 32         | 40         | 7          | 10         | .911       | 2          | 4          | 0          | 0          | 0          | 1.000      |

### 背番号
- 22 (2013年 - 2014年途中)
- 45 (2014年途中 - 同年)